# Koreastrædet
34°35′58″N 129°47′48″Ø / 34.59944°N 129.79667°Ø
Koreastrædet (engelsk: Korea Strait) er et stræde mellem Japan og Sydkorea, som forbinder det Østkinesiske Hav med det Japanske Hav i den nordvestlige del af Stillehavet.

## Geografi
Mod nord grænses op til Korea, mod syd grænses op til de japanske øer Kyushu og Honshū. Det er ca. 200 km bredt og i gennemsnit 90 - 100 meter dybt.
Strædet deles af Tsushima-øen i den vestlige rende og Tsushimastrædet udgør den østlige rende. Den vestlige rende er dybest op til 227 meter og smallere end Tsushimastrædet.

## Økonomi
Mange internationale skibe passerer gennem strædet og Sydkorea og Japan har begrænset deres søgrænse til 5,6 km fra kysten.
Der er færgefart fra Busan i Sydkorea til japanske havne som i Fukuoka, Tsushima, Shimonoseki og Hiroshima. Færgerne har også forbindelse til Tsushima-øen fra Fukuoka og fra Sydkoreas Jeju-ø til det koreanske fastland.

## Navngivning af strædet
|                             | Korea-halvøen - Kyushu                             | Korea-halvøen - Tsushima-øen                                                                                                   | Tsushima-øen - Kyushu |
| Internationalt navn (dansk) | Korea Strait (Koreastrædet)                        | Korea Strait Western Channel                                                                                                   | Tsushima Strait eller Korea Strait Eastern Channel                                                                                       |
| Nordkoreansk navn           | 조선해협 - 朝鮮海峡 Chosŏn Haehyŏp "Koreastrædet"  | 부산해협 - 釜山海峡 Pusan Haehyŏp "Busanstrædet"                                                                               | 쓰시마해협 - 對馬海峡 Ssŭsima Haehyŏp "Tsushimastrædet"                                                                                  |
| Sydkoreansk navn            | 대한해협 - 大韓海峡 Daehan Haehyeop "Koreastrædet" | 부산해협 - 釜山海峡 Busan Haehyeop "Busanstrædet"                                                                              | 쓰시마해협 - 對馬海峡 Sseusima Haehyeop "Tsushimastrædet"                                                                                |
| Japansk navn                | 対馬海峡 Tsushima Kaikyō "Tsushimastrædet"         | 朝鮮海峡 or 対馬海峡西水道 Chōsen Kaikyō or Tsushima Kaikyō Nishi-suidō "Koreastrædet" eller "Tsushima Strait Western Channel" | 対馬海峡 or 対馬海峡東水道 Tsushima Kaikyō eller Tsushima Kaikyō Higashi-suidō "Tsushimastrædet" eller "Tsushima Strait Eastern Channel" |

## Fremtid
Muligheden for en fast forbindelse mellem Japan og Korea har været diskuteret i årtier. Diskussionerne ses stadig.